# Tadajoši Ašikaga
Tadajoši Ašikaga (1306 – 1352) byl bratrem prvního šóguna klanu Ašikaga, Takaudžiho Ašikagy. Roku 1334 byl bratrem pověřen, aby sloužil pánovi provincie Kozuke, princi Norinagovi, jako jeho stráž. Tadajoši pomohl princovi upevnit moc a výrazně se podílel také na rozkvětu civilní správy. Takaudži měl naopak na starosti vojenské záležitosti. Rozpor mezi oběma bratry vyvolalo rozdílné chápání těžiště společnosti. To Tadajoši spatřoval ve vládě bakufu a společenských elitách, zatímco Takaudži preferoval moc a sílu armády. Spor vyvrcholil roku 1349 propuštěním Tadajošiho ze státních služeb a jeho zajetím na přelomu let 1351 a 1352. Má se za to, že byl Tadajoši na příkaz svého bratra otráven.